# Tervasaari (ö i Lappland, Norra Lappland)
Tervasaari, nordsamiska: Piihâšsuáloi, är en ö i Finland. Den ligger i sjön Enare träsk och i kommunen Enare i den ekonomiska regionen Norra Lappland och landskapet Lappland, i den norra delen av landet, 1 000 km norr om huvudstaden Helsingfors. Öns area är 4,4 kvadratkilometer och dess största längd är 4 kilometer i öst-västlig riktning.